# Stari Worobji
Stari Worobji (ukr. Старі Вороб'ї, hist. pol. Worobie Stare) – wieś na Ukrainie, w obwodzie żytomierskim, w rejonie korosteńskim, w hromadzie Malin. W 2001 liczyła 170 mieszkańców, spośród których 166 wskazało jako ojczysty język ukraiński, a 4 rosyjski.